# Cradoscrupocellaria ellisi
Scrupocellaria ellisi is een mosdiertjessoort uit de familie van de Candidae. De wetenschappelijke naam van de soort is, als Scrupocellaria ellisi, voor het eerst geldig gepubliceerd in 2012 door Vieira & Spencer Jones.